# Евронюз
Евронюз (на английски: Euronews, в български издания се среща и като Юронюз) е многоезична новинарска медия (телевизионен канал, радиостанция, уебсайт), базирана в Лион, Франция.
Създадена в 1993 г., целта ѝ е да представя новините от паневропейска перспектива. Медията има изградено тясно сътрудничество с Европейския съюз.
Създадена е от 10 европейски обществени медийни компании, за да се конкурира с американския Си Ен Ен Интърнешънъл.
Разпространява се в повече от 430 милиона домакинства в 166 страни. Гледа се ежедневно от 4,2 милиона европейци, което го превръща във водещ международен канал за новини в Европа. Освен това уебсайтът се посещава от средно 7,5 милиона интернет потребители всеки месец.

## Създаване
Си Ен Ен покрива на живо Война в Персийския залив (1990 – 1991) от 1990 до 1991 г. и това циментира позицията ѝ като водеща новинарска медия на световно ниво. Този период демонстрира възможността публичното мнение да бъде повлияно от коментарното отразяване на събития, създавайки термина „Ефект Си Ен Ен“.
На 27 февруари 1991 г. Европейският съюз за радио и телевизия (ЕСРТ/ EBU) представя на Европейската комисия своя проект за многоезичен информационен телевизионен канал Евронюз, който да се конкурира с американския канал. Сред ключовите принципи на агенцията е безпристрастно отразяване на събитията.

На 1 януари 1993 година, Евронюз стартира на 5 езика: френски език, английски език, немски език, испански език и италиански език. Каналът се управлява в началото от групата SOCEMIE (Société opératrice de la chaîne multilingue d'information Euronews), в която членуват 9 обществени новинарски агенции от различни страни:
- CyBC, Кипър
- France Télévisions, Франция
- RAI, Италия
- RTBF, Белгия
- RTP, Португалия
- RTVE, Испания
- TMC, Монако
- YLE, Финландия
- ERTU, Египет

Германските Цет Де Еф и ARD и британските Би Би Си групи се противопоставят на създаването на медията, а швейцарската SSR става акционер няколко месеца по-късно.
Лион, Франция е предпочетен за седалище на новата новинарската агенция пред Мюнхен (Германия), Болоня (Италия) и Валенсия (Испания).
Създаването на Euronews е резултат от многогодишни усилия да бъде развита паневропейска новинарска агенция. Предишните 2 значими опита – Юрикон през 1982 г. и Юропа-Ти Ви от 1985 и 1986 г., са неуспешни.
С цел гарантиране на безпристрастност, моделът на Евронюз е базиран върху селекция и постпродукция на световни новини с европейска насоченост вместо продукция. Euronews използва услугите на журналисти от няколко националности и е клиент на известни агенции – френската Agence France-Presse, британската Reuters, испанската EFE, германската DPA и италианската Agenzia Nazionale Stampa Associata.

## Развитие
През 1999 г. Евронюз минава от предимно аналогово излъчване към предимно цифрово с изстрелването на сателита Hot Bird 3. В същата година започва излъчване на португалски език и стъпва на южноамериканския пазар. През 2001 г. започва емисия на руски език, бивайки първия ефирен новинарски канал в Русия. През 2002 г. Евронюз се разраства в Северна Америка, а през 2004 г. и в Азия посредством сателита Eutelsat 5 West A. През 2007 г. агенцията открива канал в Ютюб. През 2008 г. Euronews за първи път започва излъчване на неевропейски език – арабски в изпълнение на подписано споразумение с ЕС предната година.
Периодът от 2010 г. до 2013 г. е маркиран от бързо разширяване на услугите на Евронюз. През 2010 г. започват емисии на турски език и на фарси, а през 2011 г. започва излъчване на украински език. Същата година компанията променя облика си с нова визия и първата емисия във формат 16:9.
След офиси в Брюксел, Лондон, Кайро и Доха компанията установява постоянно присъствие в Париж, Киев, Истанбул, Дубай, Вашингтон и Пекин. Засилва се и онлайн присъствието ѝ – през 2011 г. партньорствата с YouTube и Dailymotion се разширяват, започва се нова услуга в партньорство с Google и се пуска комплект от мобилни приложения за iOS и Android, а през 2012 г. стартира и онлайн радиото euronews.radio. В края на 2012 г. стартира излъчването на гръцки език, а на следващата година – и на унгарски език, 13-ия език на агенцията.
През 2014 г. компанията стартира 2 нови услуги – приложения за Windows Phone, BlackBerry OS и Flipboard, както и „Euronews on Campus“ – партньорска програма, позволяваща на университети да излъчват канала на живо и да използват програмите за своите курсове.
Следващата голяма стъпка в развитието на агенцията е пускането през 2016 г. на канала Африканюз – многоезичен канал с панафриканска насоченост. Към април 2018 г. Африканюз се разпространява в 38 страни в Субсахарска Африка.
На 21 февруари 2005 г. Евронюз подписа споразумение с Европейския съюз. Телевизията получава безвъзмездна помощ от 5 милиона евро годишно в продължение на 5 години, за да изпълни „европейска информационна мисия“. Тя се ангажира да посвети 10 % от времето си на европейска информация. Подобни споразумения са подписани през 2007 г. за предавания на арабски език и през 2009 г. за предавания на фарси. През 2010 г. ЕС и Евронюз подписват многогодишно рамково споразумение за партньорство, последвано от решение за финансиране през 2013 г.

## Разширение
Euronews е достъпен в 166 страни и 430 милиона домакинства и към 2016 г. е най-гледаният международен новинарски канал.
Към април 2018 г. програмата на Евронюз се излъчва денонощно на арабски, английски, френски, немски, унгарски, гръцки, италиански, фарси, португалски, руски, испански и турски език. През 2011 г. започва емисия на украински език, но през 2017 г. е спряна поради прекъснато финансиране от украинското правителство.
Програмата се разпространява чрез разнообразие от преносни среди – ефирно, сателит, кабел, IPTV и онлайн. Каналът на Euronews в YouTube става най-гледаният новинарски канал през декември 2013 г. Разработени са мобилни приложения за Android, iOS, Windows Phone, BlackBerry OS и „умни“ телевизори Съдържанието се излъчва и на официалния сайт безплатно с възможност за гледане на живо на всички поддържани езици и достъп до архивирани материали
Благодарение на програмата „Euronews on Campus“ каналът се излъчва на живо в 20 университета и предаванията се използват в обучението. Монитори излъчват емисията на Евронюз в централите на НАТО и Европейската комисия в Брюксел и Страсбург, както и в сградата на парламента на Франция в Париж. Благодарение на сключени споразумения програмата е достъпна на борда на 30 авиолинии и 8 круизни компании